# 武林書画院

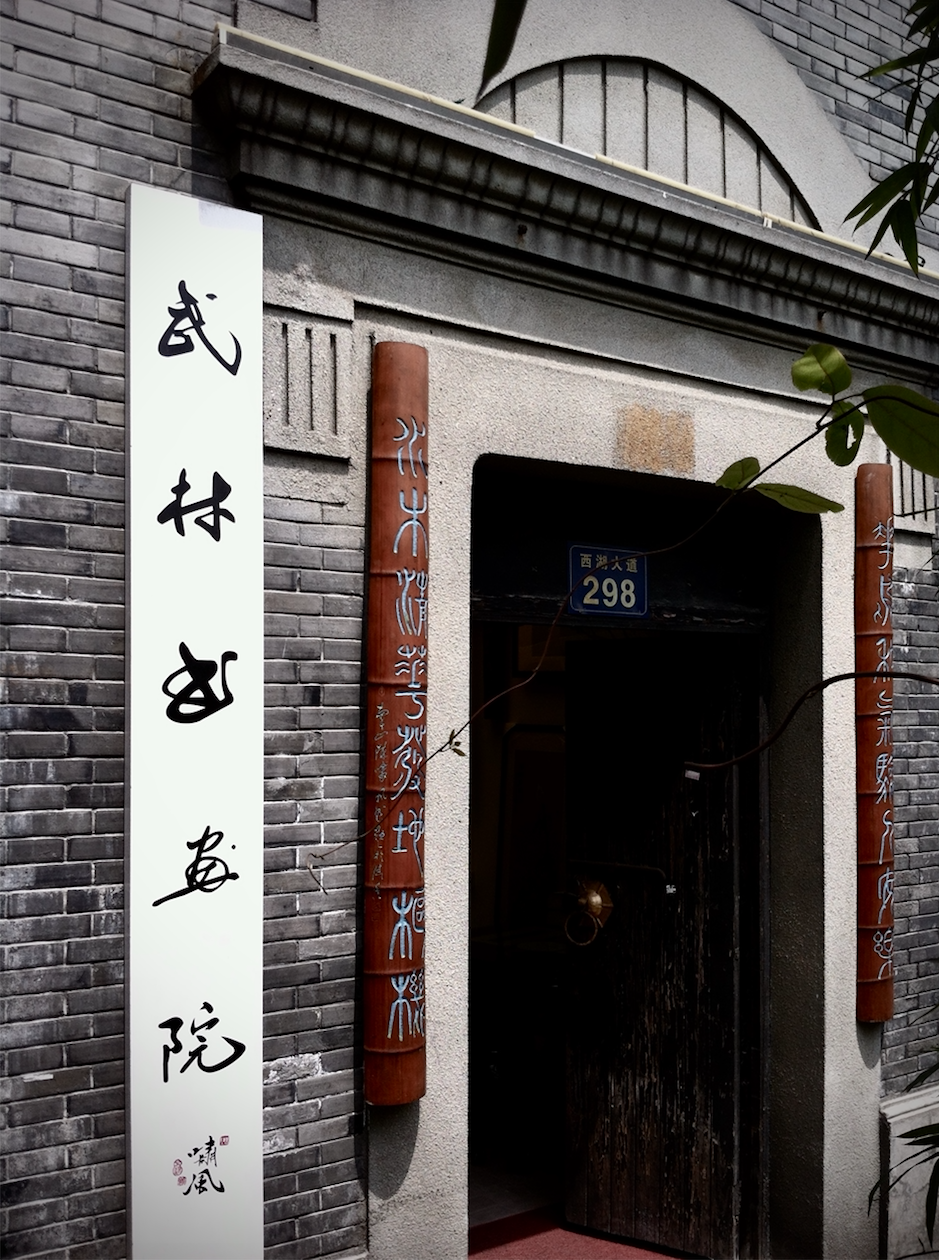
武林書画院のギャラリー

武林書画院（ぶりんしょがいん）は、中国杭州市にあるアカデミーで、杭州の古名である武林にちなんで命名された。中国浙江省の杭州市西湖紫竹園に位置し、以前は西湖にある大震国学は、中国美術を研究するための学術団体である。

## 沿革
1980年代初頭、南開大学、中国美術学院、西泠印社の芸術家や学者のグループが、杭州の西湖畔に、杭州の南宋派や明代の武林派の系統を受け継いで、中国の絵画や書道の芸術と漢学の伝統を研究、保存する活動を始めた。
1995年、杭州湖墅書画社の財政支援を受けて、現在の本院の前身である大震国学を孤山文瀾閣前ホールに設立し、1997年、大震国学は拱墅区政府と協力し、杭州湖墅書画社と合併した。同年、旧会員が湖墅書画社を解散し、梅蘭書画社を設立し、2002年5月に武林書画院と改称しました。 アカデミーには現在、絵画や書道、金石などの古今東西の作品が1,000点以上収蔵されている。

## 学術研究
武林書画院は、1995年に西湖の文瀾閣に設立されて以来、西湖の文化的な系統に根ざし、大震の学問的な系統を継承し、南唐の廬山国学の過去を反映している。 書画院では現在、独自のアートコレクションに加えて、金石、書画、国学、雅楽、建築デザインなどを組み合わせ、中国文化の貴重な遺産と現代的な精神を探求し、広めている。

## 研究機関
金石書画グループ
- 国画研究所
- 書法研究所
- 金石学センタ

国学雅楽グループ
- 国学研究所
- 琴学センター

営造設計グループ
- 営造研究所
- 壁画研究所
- 造像研究所

## 註
1. ↑  “文瀾閣関連する史実”. 2006年1月1日閲覧。
2. ↑  “武林書画院所蔵”. 2012年10月10日閲覧。
3. ↑  “學術研究” (中国語). 武林書畫院. 2021年4月19日閲覧。